# Roger Tassera
Roger Paul Tassera (25 juillet 1928 - 10 octobre 2008) est un Compagnon, ingénieur et architecte français originaire de Cannes, sur la Cote d'Azur, mais qui a vécu la majeure partie de sa vie à Toulouse dans le sud de la France. Sa réalisation emblématique est le monument à la gloire de la Résistance à Toulouse (1965-1971). Il mêne en parallèle une carrière artistique de dessinateur, peintre et graveur, récompensée à plusieurs reprises.

## Formation
Roger Tassera débute sa formation professionnelle, comme Compagnon du Devoir Maçon-Tailleur de pierre, il est reçu sous le nom de Provençal la Liberté de Cannes. Il poursuit ses études et est diplomé à l'École supérieure des beaux-arts de Toulouse comme Conducteur de Travaux du Bâtiment et des Travaux Publics en 1945.
Certifié Ingénieur professionnel de France, il est membre de la chambre des ingénieurs-conseils de France. Il est également diplômé de l'Université Toulouse-Capitole à Institut des études juridiques de l'urbanisme et de la construction.

## Carrière
Il réalise entre 1965 et 1971, sur la commande du maire de Toulouse, emblématique est le monument à la gloire de la Résistance à Toulouse (1965-1971)
Il coréalise le monument à la gloire de la Résistance, résultat d'un concours organisé par la ville de Toulouse en 1965. Le maire Louis Bazerque voulait une œuvre d'art totale. Conçu par l'agence toulousaine Atelier des Architectes associés de  Pierre Viatgé, Michel Bescos, Alex Labat et Pierre Debeaux, il associe architecture, sculpture et audiovisuel. Roger Tassera intervient dans la réalisation du projet, ainsi que le musicien compositeur Xavier Darasse, les vidéastes Hubert Benita, Alain Capel et Serge Valon, et le programmeur Marcel Bettan.
Le monument est inauguré par le maire, Pierre Baudis, le 19 août 1971, pour le 27e anniversaire de la Libération de Toulouse.
Le monument a été inscrit au titre des monuments historiques en 2016
Outre cette réalisation emblématique, il réalise de nombreux autres projets, comme l'urbanisation des nouveaux quartiers toulousains de la Terrasse et la cité Ancely. A Labarthe-sur-Lèze, en 1973, l'immeuble de la CAMIF, et à Colomiers, l'Usine de moteurs d'avion Airbus.
En 1976 et 1977, il crée à Toulouse le Musée des Compagnons du Tour de France de Toulouse, rue Tripière. Le travail de restauration du bâtiment et l'aménagement du musée lui valent la médaille du Vieux-Toulouse, décernée par l'Association des Toulousains de Toulouse.
Dans les années 1970, il assure la présidence du Comité Départemental de la Haute-Garonne de l'Association France-URSS.

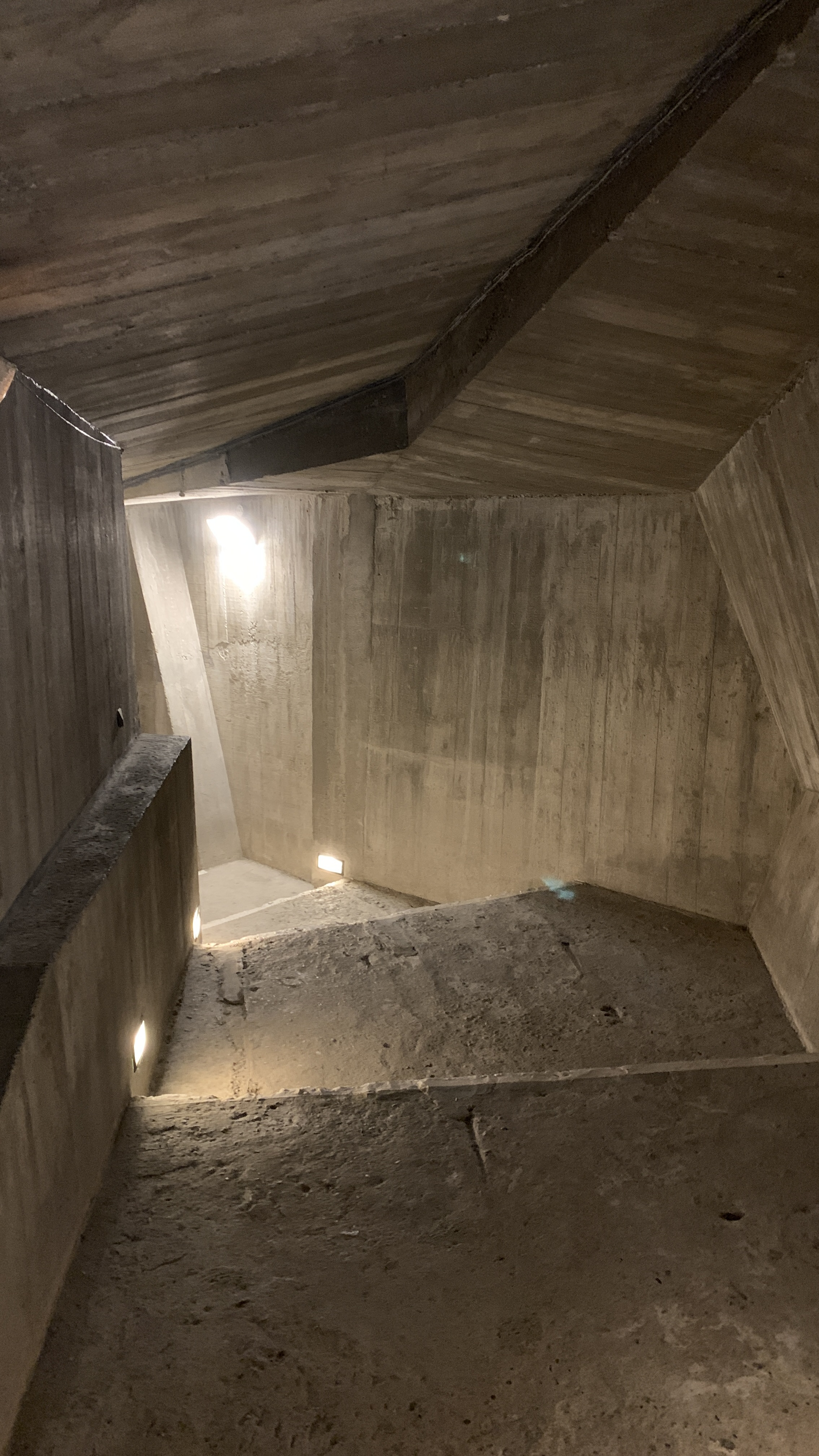
Escalier de descente
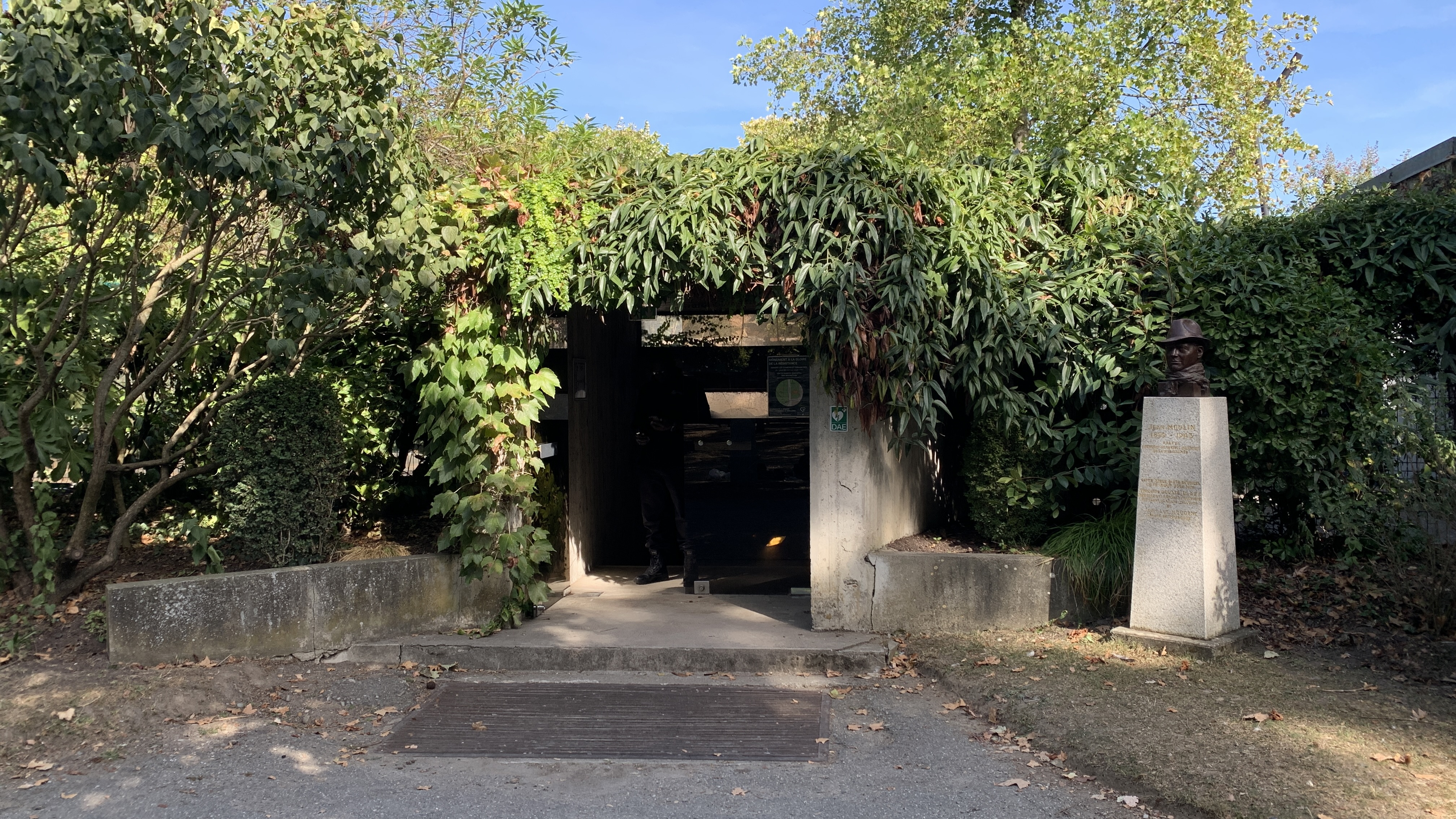
Sortie côté Jardin des Plantes
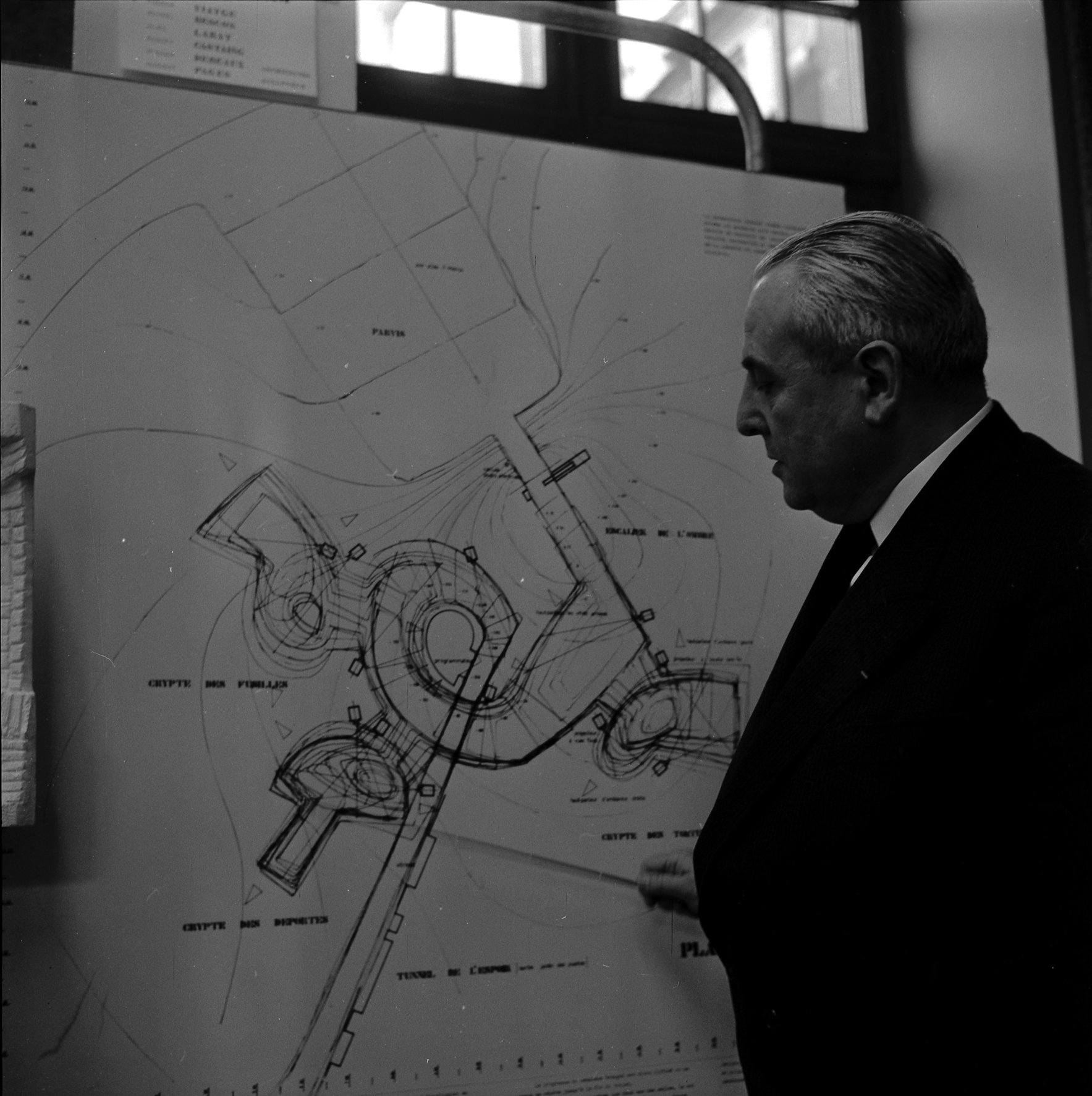
Louis Bazerque qui présente les plans du Monument à la Gloire de la Résistance.

## Activités artistiques
En parallèle de sa carrière professionnelle, Roger Tassera s'intéresse à l'art, il pratique depuis sa formation chez les Compagnons, l'art du trait, c'est-à-dire le dessin. Outre des réalisations graphiques  l'huile sur toile, il travaille l'estampe dans toute la variété de ses procédés : linogravure, eau-forte, etc.
Il expose à de nombreuses reprises dans des galeries de la région toulousaine.
En 1996, au 57e salon d'octobre des Artistes Occitans, il reçoit le Premier Prix de la Ville de Toulouse, pour son eau-forte La Tour de Babel.
En hommage a son activité au sein du Club des Artistes de Montrabé, une salle d'exposition de sa ville est baptisée de son nom en 2009.